# گیرنده‌های اوپیوئید

پویانمایی از گیرنده اوپیوئید k در انسان که به وسیله آنتاگونیست JDTic مسدود شده.

آگونیست‌های اوپیوئید، بی دردی را با اتصال به گیرنده‌های اختصاصی جفت شده با
پروتئین G تولید می‌کنند. سه گونه اصلی از گیرنده‌های اوپیوئید عبارتند از: μ، δ و κ. هر گونه از گیرنده‌های اوپیوئید، خود زیر گونه‌هایی دارد؛ μ1، μ2، δ1، δ2، κ1، κ2، κ3 زیر گونه‌هایی هستند که در حال حاضر با معیارهای فارماکولوژیک، به خوبی تأیید می‌شوند. اخیراً یک سیستم جدید لیگاند – گیرنده اوپیوئید تحت عنوان N/OFQ کشف شده‌است؛ گیرنده اصلی در این سیستم، اورفانین شبه اوپیوئید – زیرگروه ۱ (به انگلیسی: orphanin opioid-receptor-like subtype 1) (به اختصار ORL1) جفت شونده با پروتئین G می‌باشد. لیگاند درونزاد این گیرنده با نام‌های اورفانین FQ و همچنین Nociceptin نامگذاری شده‌است.
در سال ۲۰۰۰، اتحادیه بین‌المللی داروشناسی، عبارات MOP, DOP, KOP و NOP را به ترتیب برای نام‌گذاری گیرنده‌های μ، δ، κ و N/OFQ به تصویب رساند.